# Musikschule Leipzig „Johann Sebastian Bach“
Die Musikschule Leipzig „Johann Sebastian Bach“ ist die zweitgrößte Musikschule Deutschlands.

## Geschichte
Der Vorläufer der heutigen Musikschule war die 1951 gegründete Volksmusikschule mit anfangs einer Gitarren- und Mandolinenabteilung. Im Jahr 1960 wurde sie in eine Volkskunstschule mit Tanz- und Kunsterweiterung umgewandelt. 1961 wurde sie in Musikschule Leipzig umbenannt. Fünfzehn Jahre später wurde sie Bezirksmusikschule. Sie erhielt 1985 den Namen „Johann Sebastian Bach“. In diesem Jahr entstand auch das Jugendsinfonieorchester auch JSO genannt. Die künstlerische Leitung übernahm der Bulgare Iwan Iwanow.
Nach der politischen Wende wurde die Schule in eine Landesmusikschule umgewandelt und ist in Trägerschaft des Kultusministeriums. Seitdem ist sie Mitglied im Verband deutscher Musikschulen. Unter Ron-Dirk Entleutners Leitung (seit 2000) wurde das Jugendsinfonieorchester der Musikschule 2003 als einziges deutsches Jugendorchester zum Edinburgh Music Festival eingeladen.
Die Big Band und das Jugendsinfonieorchester erhielten 2004 den 1. Preis bei der Landesausscheidung Sachsen des Deutschen Orchesterwettbewerbs und wurden zur Bundesausscheidung nach Osnabrück delegiert. Zwei Jahre später gründete sich ein gemeinsames Blechbläserensemble, bestehend aus der Musikschule Leipzig und dem Conservatoire national de région de Lyon.
Das Gewandhausorchester Leipzig fungiert als Pate der Musikschule. Das MDR-Sinfonieorchester gibt den jungen Musikern seit 2005 alljährlich durch ein gemeinsames Projekt einen ersten Einblick in die Arbeit von Berufsmusikern.
Das JSO erhielt 2008 den 1. Preis bei dem Bundesausscheid des Deutschen Orchesterwettbewerbes. 2016 gewann es diesen Preis erneut, und zwar mit der Höchstpunktzahl von 25 Punkten.
Am 21. September 2024 führten Schülerinnen und Schüler der Musikschule eine wiedergefundene Komposition von Wolfgang Amadeus Mozart als Deutschland-Premiere unter großem medialen Interesse in der Oper Leipzig auf. Das Streichertrio "Serenate ex C", mit dem Beinamen "Ganz kleine Nachtmusik" wurde zuvor in den Leipziger Städtischen Bibliotheken entdeckt und von der Internationalen Stiftung Mozarteum dem Komponisten zugeordnet und unter der Nummer KV 648 in das Köchelverzeichnis aufgenommen.